# Aitor Seguín
Aitor Seguín Cid, más conocido como Seguín (Éibar, Guipúzcoa, 27 de febrero de 1995), es un futbolista español que juega como extremo izquierdo. Actualmente milita en el Arenas Club.

## Trayectoria
Nacido en Éibar, el extremo izquierdo se formó en las categorías inferiores del Athletic Club desde 2005. En la campaña 2014-15, su primera como jugador del Bilbao Athletic, logró el ascenso a Segunda División teniendo un papel destacado en la plantilla.
El 27 de abril de 2016, cuando era el décimo jugador más utilizado por Cuco Ziganda con 1.569 minutos distribuidos en 28 partidos, se lesionó de gravedad en la rodilla derecha durante un entrenamiento. En su primera campaña como jugador de la categoría de plata (2015-16) logró tres goles ante Mallorca, Huesca y Oviedo que supusieron tres victorias.
El 28 de enero de 2017 volvió a jugar un partido oficial con el Bilbao Athletic, en Lasesarre, ante el Barakaldo después de nueve meses de lesión, llegando a jugar seis encuentros más antes del término de la temporada. En los siguientes dos años los problemas de rodilla no remitieron, jugando únicamente dos partidos al inicio de la temporada 2017-18. En verano de 2019, tras dos años inactivo, inició los trámites para solicitar la invalidez, pero al final decidió iniciar un tratamiento con células madre que le permitió regresar a los terrenos de juego.
En enero de 2020, ya recuperado, fue cedido al Barakaldo CF donde disputó siete encuentros. Esta cesión fue ampliada por una temporada más. Tras una gran campaña en el cuadro fabril, en la que anotó siete tantos, el club rojiblanco anunció que no renovaría su contrato y se incorporó por dos temporadas al Real Unión.
En julio de 2023 fichó por la UD Logroñés de Segunda Federación.Un año más tarde se unió al CD Numancia de Segunda Federación.
El 2 de julio de 2024 se incorporó al CD Numancia de Segunda Federación.Seis meses después se marchó al Arenas de Getxo, que entrenaba Ibai Gómez.

## Clubes
| Club                     | País   | Año         |
| ------------------------ | ------ | ----------- |
| Cantera Athletic Club    | España | 2005 - 2012 |
| Club Deportivo Basconia  | España | 2012 - 2014 |
| Bilbao Athletic          | España | 2014 - 2021 |
| Barakaldo C. F. (cedido) | España | 2020 - 2021 |
| Real Unión               | España | 2021 - 2023 |
| UD Logroñés              | España | 2023 - 2024 |
| C.D. Numancia            | España | 2024 - 2025 |
| Arenas Club              | España | 2025 - act. |

## Vida personal
Su hermano Iker (1989) también es futbolista profesional.